# 肇逃計畫
是一部2019年上映的韓國犯罪动作片，由《儲物櫃女孩》的導演韓俊熙執導，孔曉振、柳俊烈、曹政奭主演。電影講述「肇事逃逸組」的組員們，不擇手段、捨命追逐一名飆速狂人的故事，2019年1月30日在韓國上映。

## 演员阵容

### 主要人物
- 孔曉振 飾演 殷詩妍
- 柳俊烈 飾演 徐民載（金民載）
- 曹政奭 飾演 鄭再哲

### 其他人物
- 廉晶雅 飾演 尹智賢科長
- 全慧珍 飾演 禹善英系長
- 李聖旻 飾演 徐正才
- 刘延洙 饰演 厅长
- 孫錫久 飾演 泰镐
- Key 飾演 韓東洙
- 李成旭 饰演 炯官
- 朴藝瑛 饰演 汝贞
- 朴亨洙 饰演 崔景俊
- 李學周 饰演 发线
- 裴侑藍 饰演 裴警官
- 申柱煥 饰演 申警官
- 林善宇 饰演 再哲的秘书
- 权赫 饰演 检察搜查官
- 罗喆 饰演 检察搜查官
- 朴胤熙 饰演 次长
- 金泰谦 饰演 便衣警察
- 劉慶秀 饰演 交通科义警
- 宋耀燮 饰演 高速公路巡查队队员
- 李道国 饰演 高速公路巡查队队员
- 孔成夏 饰演 派对场地女职员
- 杰辉 饰演 跑车男子
- 車來亨 饰演 密室男子
- 郑守教 饰演 密室男子
- 李海运 饰演 国道男子
- 河敏 饰演 惩戒委员会成员
- 全光镇 饰演 记者
- 梁智日 饰演 再哲的校友
- 李佳京 饰演 指挥室警察
- 郑秀智 饰演 彩蛋中的女警

### 特别出演
- 金高銀 饰演 长发女子

## 獎項荣誉
| 年度 | 頒獎典禮           | 獎項                    | 入圍者 | 結果 |
| ---- | ------------------ | ----------------------- | ------ | ---- |
| 2019 | 第55屆百想藝術大獎 | 電影部門 男子新人演技獎 | 孫錫久 | 提名 |

## 外部連結
- NAVER上《肇逃計畫》的資料
- Daum上《肇逃計畫》的資料

- 韩国电影数据库（KMDb）上《肇逃計畫》的資料
- 互联网电影数据库（IMDb）上《肇逃計畫》的资料（英文）
- 豆瓣电影上《肇逃計畫》的資料 （简体中文）